# Römisches Brandgräberfeld Waxweiler
Koordinaten: 50° 5′ 45″ N, 6° 22′ 11″ O
Das Römische Brandgräberfeld Waxweiler ist ein römisches Grabfeld in der Ortsgemeinde Waxweiler im Eifelkreis Bitburg-Prüm in Rheinland-Pfalz.

## Beschreibung
Es handelt sich um Brandgräber nordöstlich von Waxweiler im Bereich des Eichelberges und der Mariensäule.
Die Brandgräber lassen sich in das späte 1. und 2. Jahrhundert n. Chr. einordnen und zählen somit zur Epoche der Kelten und Römer.

## Archäologische Befunde

### Brandgräberfeld
Die Brandgräber wurden erstmals im 19. Jahrhundert entdeckt und fielen Raubgrabungen zum Opfer, bei denen die meisten der Gräber zerstört wurden. Beim Bau einer Geschützstellung im Jahre 1940 stieß man erneut auf die Brandgräber, konnte jedoch nur noch geringfügige Überreste bergen. Anhand dieser wenigen Funde konnte die Datierung in das späte 1. Jahrhundert n. Chr. erfolgen. Es wird vermutet, dass das Brandgräberfeld einst deutlich größer war und noch bis in das 2. Jahrhundert hineinreichte.

### Römische Siedlung
Bemerkenswert ist zudem der Fund von römischem Mauerwerk dicht nördlich des Brandgräberfeldes. Die Mauerfundamente lassen auf eine römische Siedlung schließen, die wohl in Verbindung in mit der Grabstätte steht.

## Erhaltungszustand und Denkmalschutz
Das Römische Brandgräberfeld ist nach den Raubgrabungen und der Bergung der letzten Funde im Jahre 1940 nicht mehr vor Ort erhalten. Heute befindet sich das Areal innerhalb einer Waldfläche.
Das Brandgräberfeld ist als eingetragenes Kulturdenkmal im Sinne des Denkmalschutzgesetzes des Landes Rheinland-Pfalz (DSchG) unter besonderen Schutz gestellt. Nachforschungen und gezieltes Sammeln von Funden sind genehmigungspflichtig, Zufallsfunde an die Denkmalbehörden zu melden.